# LA, RE, MI, LA
LA, RE, MI, LA és un curt de cinema experimental que l'any 1979 va dirigir Carles Santos. LA, RE, MI, LA forma part de la llista dels bàsics de cinema català.

## Argument
Carles Santos toca les mateixes notes 74 vegades. Durant tota la cinta el compositor apareix caracteritzat de diversos personatges.